# Mowa
Mowa è una suddivisione dell'India, classificata come census town, di 13.697 abitanti, situata nel distretto di Raipur, nello stato federato del Chhattisgarh. In base al numero di abitanti la città rientra nella classe IV (da 10.000 a 19.999 persone).

## Geografia fisica
La città è situata a 21° 16' 30 N e 81° 40' 04 E
.

## Società

### Evoluzione demografica
Al censimento del 2001 la popolazione di Mowa assommava a 13.697 persone, delle quali 7.244 maschi e 6.453 femmine. I bambini di età inferiore o uguale ai sei anni assommavano a 2.259, dei quali 1.198 maschi e 1.061 femmine. Infine, coloro che erano in grado di saper almeno leggere e scrivere erano 9.012, dei quali 5.356 maschi e 3.656 femmine.